# Bless (Manga)
Bless (japanisch ブレス Buresu) ist eine Manga-Serie von Mangaka Yukino Sonoyama, die seit 2022 erscheint. Die Geschichte über einen Oberschüler, der Visagist werden will, und eine Schülerin, die zu modeln anfängt, wurde unter anderem auch ins Deutsche übersetzt. 

## Inhalt
Aia Udagawa hat bereits als Model gearbeitet, doch sein eigentlicher Traum ist es, Visagist zu werden. Aus Angst vor Zurückweisung und seinen Fähigkeiten unsicher traut er sich jedoch nicht, diesen Traum in die Tat umzusetzen. An der Oberschule ist er für sein hübsches Gesicht bekannt, will aber keine Aufmerksamkeit auf seine Leidenschaft ziehen. Dann trifft er für einen Wettbewerb an der Schule auf die unscheinbare Jun Sumizaki. Eigentlich soll sie ihn als Model schminken. Doch sie würde gern selbst teilnehmen, hält sich aber nicht für hübsch genug. Dabei möchte sie Model werden. Er erkennt ihr Potenzial und sie wiederum sein Talent für Makeup, sodass sie mit umgekehrten Aufgaben teilnehmen. Beide bilden ein erfolgreiches Team, als dass sie bald auch mit Jun als Model an Fotoshootings teilnehmen. In Aia erwacht der Ehrgeiz, die Schönheit in anderen Menschen sichtbar zu machen.

## Veröffentlichung
Die Serie startete im Januar 2022 im Magazin Shōnen Magazine Edge beim Verlag Kodansha. Nach der Einstellung des Magazins im Oktober 2023 wurde Bless ab Dezember 2023 im Shōnen Sirius fortgesetzt. Die Kapitel erschienen auch gesammelt in bisher sieben Bänden (Stand: Mai 2025).
Eine deutsche Fassung wird seit August 2024 von Tokyopop in bisher fünf Bänden veröffentlicht (Stand August 2025). Die Übersetzung stammt von Maria Römer. Der amerikanische Ableger von Kodansha bringt den Manga auf Englisch heraus, bei Planet Manga erscheint eine italienische Übersetzung und bei Waneko eine Polnische.